# Vsemirnaïa Illioustratsia
Vsemirnaïa Illioustratsia (en russe : Всемирная иллюстрация ; littéralement « Illustration universelle ») est un magazine hebdomadaire généraliste illustré russe, fondé à Saint-Pétersbourg par l'éditeur Hermann Hoppe en 1869 et disparu en 1898. Au pic de sa popularité en 1878, son tirage s'élève à 11 000 exemplaires.
Conçu sur les mêmes principes que d'autres périodiques illustrés comme L'Illustration, The Illustrated London News ou Harper's Monthly Magazine, le magazine offre vingt pages d'information généraliste abondamment illustrées. Il se présente en édition ordinaire au prix de 35 kopecks le numéro ou de 15 roubles d'abonnement par an, et celle dite de luxe dont l'abonnement s'élève à 20 roubles par an. On y retrouve les actualités nationales et internationales avec une place importante consacrée aux grands événements de l'époque comme le scandale de Panama ou la crise d'Orient (1875-1878),.
La rubrique littéraire est successivement dirigée par Dmitri Averkiev (1869-1871), Constantin Sloutchevski (1871-1875), Vassili Popov (ru) (1875-1885), Anatoli Leman (ru) (1885-1887), Fiodor Alexandrov (1887-1891) et Piotr Bykov (ru) (1891-1898). Nikolaï Karazine, Vsevolod Krestovski, Sergueï Choubinski (ru), Iakov Polonski, Vladimir Nemirovitch-Dantchenko, Alekseï Afanassiev ou Apollon Korinfski y apportent également leur contribution. 
Comme directeur artistique s'y illustre d'abord Lev Dmitriev-Kavkazski (1885-1887), puis Karl Brož (ru).